# Sông Hiếu (Quảng Trị)
Sông Hiếu là một phụ lưu của sông Thạch Hãn, chảy ở huyện Cam Lộ và thành phố Đông Hà, tỉnh Quảng Trị, Việt Nam.

## Dòng chảy
Phần thượng nguồn còn gọi là sông Cam Lộ.
Sông Hiếu với tên "sông Cam Lộ" khởi nguồn từ hợp lưu của nhiều suối nhỏ ở vùng núi tại bắc phần xã Hướng Sơn, huyện Hướng Hóa: 16°50′58″B 106°39′19″Đ / 16,84944°B 106,65528°Đ.
Từ đó sông chảy theo hướng đông hơi chếch nam, đến thôn Thượng Lâm xã Cam Thành thì hợp lưu với nhiều sông suối nhỏ, với dòng lớn nhất có tên "sông Trinh Hinh" hoặc "khe Giang Thoan" . Đây cũng là vị trí sông gặp quốc lộ 9.
Từ đây sông chảy hướng đông đông bắc và đổ vào sông Thạch Hãn: 16°47′24″B 106°52′2″Đ / 16,79°B 106,86722°Đ.